# Abricots
Abricots este o comună din arondismentul Jérémie, departamentul Grand'Anse, Haiti, cu o suprafață de 102,89 km2 și o populație de 34.262 locuitori (2009).